# Pantonymie
 (mars 2015).
Si vous disposez d'ouvrages ou d'articles de référence ou si vous connaissez des sites web de qualité traitant du thème abordé ici, merci de compléter l'article en donnant les références utiles à sa vérifiabilité et en les liant à la section « Notes et références ».
La pantonymie consiste à désigner un terme par un autre, beaucoup plus générique, dans l'ordre de l'hyperonymie. Ces termes passe-partout tels que « truc », « machin », « chose », « bidule », « X », « schmilblick », « toutim » qui renvoient à des personnes, des objets ou des notions, sont des pantonymes.

## Exemples d'expressions en français

### Personnes
- Tartempion, Madame Unetelle, Monsieur Untel, Duschmol ou Duchnock représentent un individu lambda.
- Mme Michu est utilisé pour désigner une femme peu éduquée. L'origine de cette expression vient probablement du théâtre de boulevard (fin XIXe ou début XXe siècle). Sur Internet, l'expression Mme Michu est couramment utilisée pour faire référence au grand public, non spécialiste.
- X est préféré pour désigner une personne inconnue, anonyme.

### Animaux
- Médor, Mirza et Rex désignent des chiens.

### Lieux
- Trifouilly-les-Oies ou Perpète-lès-Oies décrivent une ville ou un village quelconque de la France rurale.
- Trou-la-Chaussette, mentionné dans la série Fantômette, est parfois employé pour évoquer un village rural[1].
- Pétaouchnock désigne également un lieu censé se trouver très loin, découlant de la ville lointaine de Petropavlovsk-Kamtchatski.
- Tombouctou ou Tataouine sont parfois employées pour désigner une destination hors de portée.

### Objets
- Truc, machin, chose, bidule, mais aussi trucmuche sont couramment utilisés pour des objets.

Le bidule est le nom donné dans les années 1950 à la matraque en bois longue (souvent en acacia et d'une longueur de près d'un mètre) employée par les compagnies d'intervention à Paris.

### Dates
- La Saint-Glinglin est un jour fictif du calendrier utilisé pour désigner une date indéterminée, lointaine, voire qui n'arrivera jamais.
- Le 36 du mois ou la semaine des quatre jeudis désignent également une date par définition inexistante.

### Sciences
- En mathématiques, x est la lettre communément attribuée à une inconnue ou à une variable ; en cas de pluralité d'inconnues ou de variables, on utilise aussi les lettres y et z.
- En programmation, le nom de variable toto peut être utilisé de façon générique lors de la description d'un exemple. Mais en anglais c'est davantage foobar qui est utilisé.
- énième peut signifier n'importe quel grand nombre.

## Exemples d'expressions en anglais
- foo est l'équivalent du toto ci-dessus[réf. souhaitée].
- John Doe et son féminin Jane Doe sont traduisibles par le Tartempion ci-dessus[réf. souhaitée].
- Podunk est l'équivalent en anglais américain de Trifouilly-les-Oies.